# In Old California
In Old California (bra: O Caminho Fatal) é um filme faroeste dos Estados Unidos de 1942, dirigido por William C. McGann.

## Elenco principal
- John Wayne ... Tom Craig
- Binnie Barnes ... Lacey Miller
- Albert Dekker ... Britt Dawson
- Helen Parrish ... Ellen Sanford
- Patsy Kelly ... Helga

## Sinopse
Em meados de 1848, o cavalheiro culto e educado Tom Craig, vindo de Boston, toma um navio fluvial em São Francisco e se dirige para Sacramento. Farmacêutico de méritos, ele logo faz um amigo depois que o curou de uma forte dor-de-dente. No navio conhece a dançarina de saloon Lacey Miller, que se apaixona por ele. O namorado dela, o perigoso e rico Britt Dawson (que juntamente com seu irmão lideram a quadrilha dos Dawson), se irrita com essa atração e começa a hostilizar Tom.
Quando chegam a Sacramento, Tom abre o seu estabelecimento, tendo como sócia Lacey. Britt começa a armar planos para prejudicar o negócio de Tom, e quase o leva à forca. Mas Tom é salvo quando surge a notícia de haver ouro no Rio Sacramento.